# Blackgang Chine
Blackgang Chine ist die Bezeichnung für eine Küstenformation auf der Isle of Wight vor der Küste Süd-Englands.

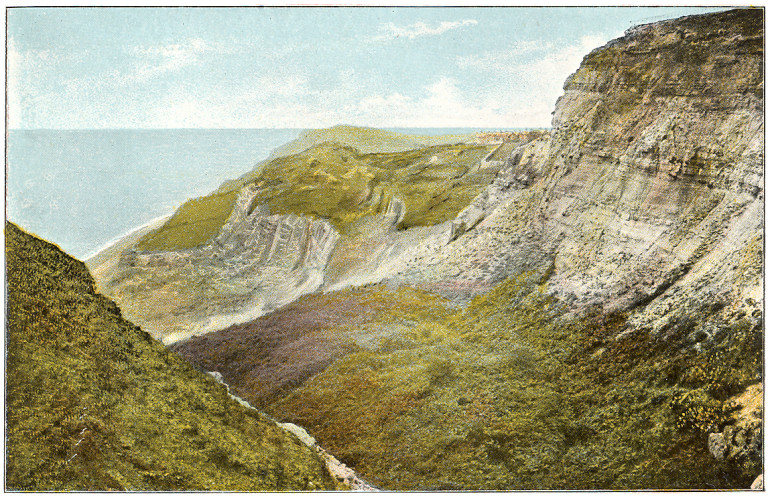
Blackgang Chine um 1910.

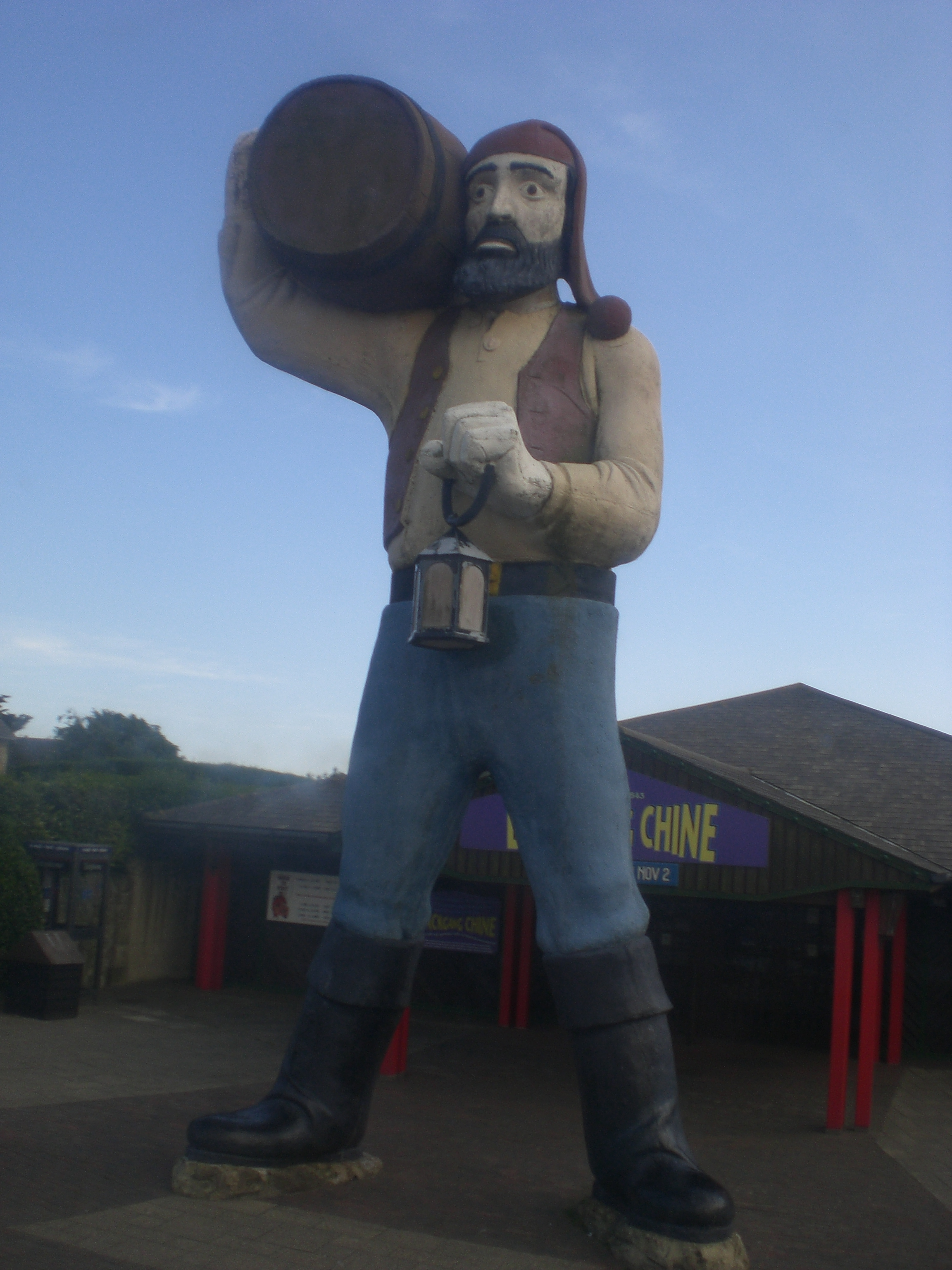
Haupteingang des Blackgang Chine Fantasy Parks.

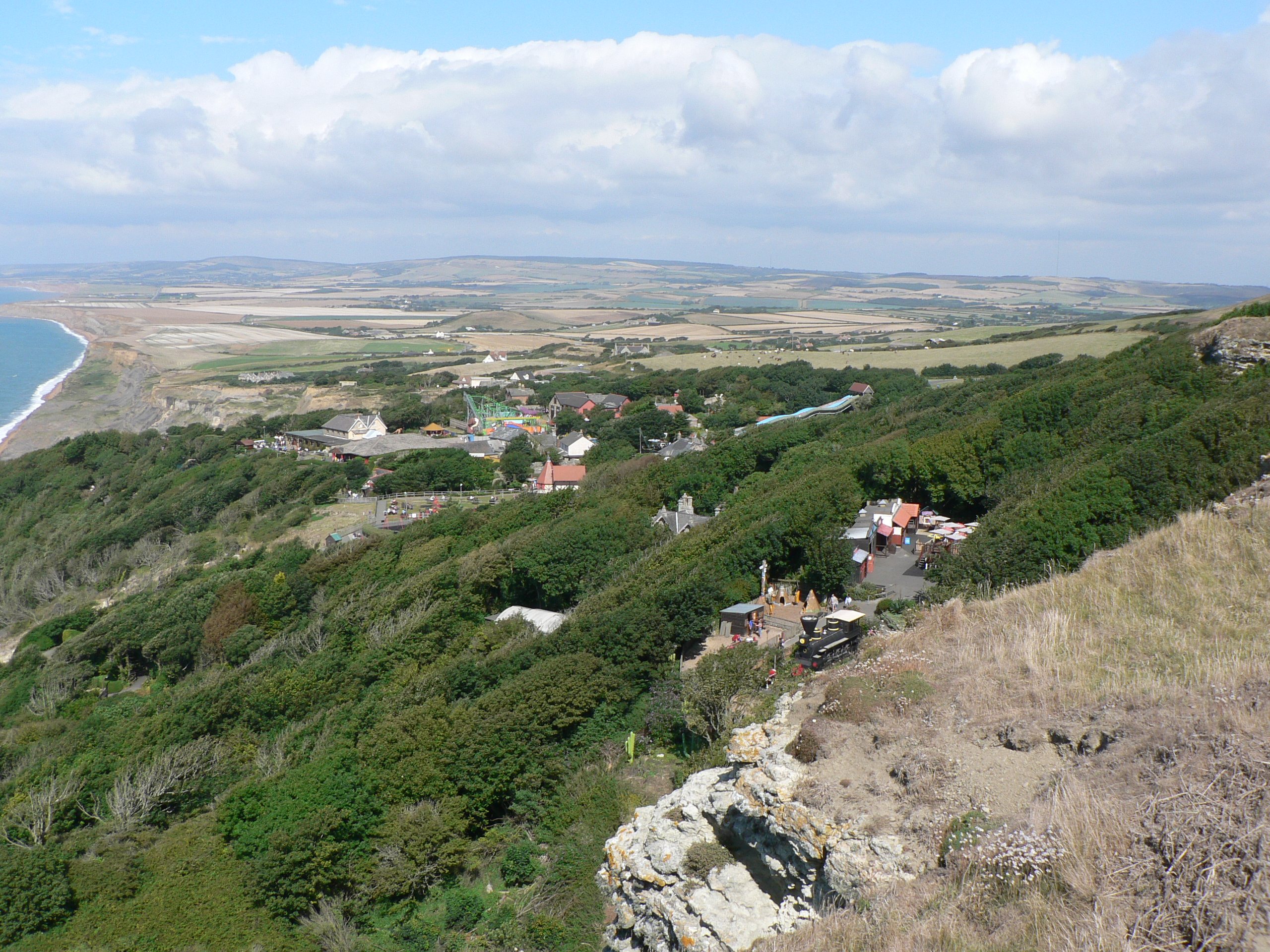
Blick vom Blackgang Chine Fantasy Park.

Chine ist eine lokale Bezeichnung in Südengland für die an der dortigen Küste vorkommenden charakteristischen steilen Erosionstäler, die von Flüssen gebildet werden, die diese sich auf ihrem Weg durch die Sandstein- oder Kreide-Kliffs der südenglischen Küste bahnen. Von diesen Chines gibt es allein auf der Isle of Wight 19, von denen das Blackgang Chine das markanteste und bekannteste ist. Diese Chines dienten in der Vergangenheit nicht selten als Schlupfwinkel zum Beispiel für Schmuggler, sie sind aber auch für Paläontologen von Bedeutung, da sie, ähnlich einem Canyon, durch ihre fortschreitende Erosion immer tiefere und damit ältere Schichten des Gesteins freilegen.
Das Blackgang Chine befindet sich nahe der Gemeinde Ventnor an der Südspitze der Isle of Wight. Hier zeigt sich die Erosion besonders deutlich, da die unten liegende Gault-Clay-Formation eine leicht angreifbare Tonschicht aus der Kreidezeit darstellt, sodass es hier regelmäßig zu größeren Erdrutschen kam und kommt, die besonders in den Zwanziger Jahren größere Ausmaße annahmen. Daraus ergaben sich besonders schroffe und eindrucksvolle Landschaftsformen.

## Vergnügungspark
Blackgang Chine ist Standort des gleichnamigen Vergnügungsparks, der, bereits 1843 von Alexander Dabell gegründet, als ältester Themenpark Großbritanniens gilt. Bis heute ist er im Familienbesitz der Dabells. Bekannt ist er für seine lebensgroßen Nachbildungen von Dinosauriern; zu sehen ist das Skelett eines Wals sowie in die Landschaft eingebettete Wege, die von den Klippen zu einem Wasserfall und hinunter zum Strand führen. Die starke Erosion hat einige dieser Wege bereits zu Anfang des 20. Jahrhunderts verschwinden lassen und die Kliffs sind seit Einrichtung des Freizeitparks ein beträchtliches Stück landeinwärts gewandert, sodass der Park entsprechend verschoben werden musste. Heute richtet sich der Vergnügungspark vor allem an Familien mit Kindern.
Heutiger Besitzer der Anlage ist Simon Dabell. Der Name Blackgang leitet sich vermutlich ursprünglich einfach von einem „schwarzen Weg“ ab, um dem Ganzen aber einen interessanteren Anstrich zu geben, wurde der Name „volksetymologisch“ mit dem Unwesen der hier operierenden Schmugglerbanden in Verbindung gebracht. Entsprechend werden die Besucher am Eingang von einer überdimensionalen Statue eines Schmugglers begrüßt, durch dessen Beine sie den Park betreten. Von den Klippen aus bieten sich einzigartige Ausblicke auf den Ärmelkanal und die Isle of Wight. Die Dinosaurier-Modelle des Themenparks verweisen auf tatsächlich hier gefundene entsprechende Saurier-Fossilien. Nahebei befindet sich der FKK-Strand Blackgang Beach.